# Дејмон Стодемајер
Дејмон Стодемајер (енгл. Damon Stoudamire; Портланд, Орегон, 3. септембар 1973) бивши је амерички кошаркаш, а садашњи кошаркашки тренер.
На НБА драфту 1995. одабрали су га Торонто репторси као 7. пика.

## Успеси

### Репрезентативни
- Летња универзијада:  1993.
- Игре добре воље:  1994

### Појединачни
- НБА новајлија године: 1995/96.
- Идеални тим новајлија НБА — прва постава: 1995/96.